# شورای وحدت اقتصادی عرب
شورای وحدت اقتصادی عرب (به انگلیسی:Council of Arab Economic Unity با سرواژه: CAEU) (به عربی:مجلس الوحدة الاقتصادیة العربیة‎) یک بلاک تجاری است که توسط مصر، عراق، اردن، کویت، لیبی، موریتانی، فلسطین، عربستان سعودی، سودان، تونس، سوریه، امارات متحده عربی و یمن در ۳۰ مه ۱۹۶۴ میلادی و به دنبال توافقنامه ای در ۱۹۵۷ میلادی تأسیس شد.

## اهداف
موافقتنامه این شورا در ۳ ژوئن ۱۹۵۷ تصویب شد. بر اساس این موافقتنامه، شورای وحدت اقتصادی عربی مایل است «روابط اقتصادی میان کشورهای اتحادیه عرب را بر مبنایی که با پیوندهای طبیعی و تاریخی بین آنها سازگار باشد، سازماندهی و تحکیم کند. هدف دیگر فراهم سازی بهترین شرایط برای شکوفایی اقتصاد، توسعه منابع و تضمین رفاه کشورهای عضو است» مبانی روابط اقتصادی بین دولتها در شورای وحدت اقتصادی عربی در فصل ۱، ماده‌های ۱ و ۲ موافقتنامه این شورا نیز بیان شده‌است.